# タアン民族党
タアン民族党（タアンみんぞくとう、ビルマ語: တအာင်းအမျိုးသားပါတီ; TNP）またはパラウン民族党はミャンマーの政党。2010年5月24日に2010年ミャンマー総選挙に参加するために結党され、上院1議席・下院1議席を獲得した。2012年ミャンマー補欠選挙はボイコットした。タアン族（パラウン族）の連邦議会における利益を代表する。2015年総選挙では、上院2議席・下院3議席・シャン州議会7議席を獲得した。

## 脚註
1. ↑  “Ta-Arng (Palaung) National Party”.   Vote4Myanmar. 2015年10月22日時点のオリジナルよりアーカイブ。2015年11月19日閲覧。
2. ↑  Elections 2015 - Parties: Ta'Arng National Party
3. ↑  Myanmar Now - Resources: Ta'ang National Party